# Ideální typ
Ideální typ neboli čistý typ (z lat. typus, to z řec. typos = ráz; z lat. idealis = vzorný, to z řec idea = podoba) je konstrukt německého sociologa Maxe Webera, který lze použít k porozumění nějaké životní situaci. Jedná se o abstraktní model určitého jevu, ztělesňující jeho nejtypičtější vlastnosti. V realitě ideální typ v zásadě neexistuje, většinou se vyskytuje jen v podobě některé z jeho dílčích charakteristik. Není míněn jako dokonalý či vytoužený model jevu, ale jako jeho „čistá“ a ničím nenarušená podoba. 
Jde o nástroj mající lidem přiblížit, do jaké míry se realita blíží jejich představám usilujícím o pochopení světa. Ideální typ vzniká na základě vyfiltrování klíčových znaků jevu, zprůměrováním nebo shrnutím jeho společných rysů. Weber ideální typy aplikoval na podoby byrokracie a hospodářského trhu, používal je i k popisu typů autorit. Uplatňoval je také v oblasti práva a náboženství.

## Bližší informace a základní dělení
Podle Maxe Webera ideální typ v podstatě slouží jako pevný bod, k němuž se lidé obracejí. Dle jeho slov je naše chování ovlivněno iracionalitami různých druhu, například afekty nebo omyly. Jedinou možností, jak tyto naše iracionální odchylky od ideálního typu nalézt, má být porovnaní právě s ideálním typem.
Weber při popisu ideálního typu hovoří o 2 kategoriích:
- Ideální typ historický – Popisuje konkrétní, jednorázovou událost. Bere v potaz čas a prostor, v nichž se událost odehrává (např. jak se ideálně chovat na pracovním pohovoru).[5]
- Ideální typ sociologický – Čas a prostor skutečnosti není podstatný. Skutečnost probíhá v modelových podmínkách (např. byrokracie).[5]

## Příklady
Konkrétním příkladem ideálního typu může být tzv. homo economicus, tedy člověk za všech okolností usilující o maximalizaci svého zisku. V reálném světě nikdo takový nicméně neexistuje. Jde jen o popis modelu uvažující, jak by to vypadalo, kdyby za ideálních, zcela volných podmínek někdo takový skutečně existoval a jako homo economicus se bezpodmínečně choval. Max Weber mimoto přišel s několika dalšími příklady ideálního typu aplikované na různé oblasti lidského života.

### Weberovy základní kategorie lidského jednání
Nekonečnou rozmanitost lidských jednání a jejich motivů rozčlenil Weber do čtyř ideálně typických kategorií, které se sice v čisté podobě téměř nikdy nevyskytují, přece však představují užitečný princip třídění a porozumění. Ideální typy jednání jsou řazené podle klesající míry racionality:
- Účelově racionální jednání – Očekáváme určité chování předmětů a lidí vnějšího světa. Tyto očekávání jsou podmínkami nebo prostředky k dosažení racionálních cílů. Aktér si vybírá tyto podmínky a prostředky na základě vlastního úsudku, zda ho dovedou k cíli.[6]
- Hodnotově racionální jednání – Vědomá víra ve vlastní hodnotu určitého chování, nezávislého na úspěchu. Smysl jednání spočívá v jednání samotném, nikoliv úspěchu, který by ležel mimo jednání.[6]
- Afektivní jednání – Zažité jednání k určitým podnětům[6]
- Tradiční, zvykové jednání – Založeno na emocích a citových stavech.[6]

Podle Webera nejsou poslední dvě jednání smysluplným jednáním.

### Weberova charakteristika ideálního typu v byrokracii
Max Weber se rovněž často zamýšlel nad otázkou byrokracie. Byl přesvědčen, že čím více si určitá organizace počíná jako ideální typ byrokracie, tím úspěšněji naplňuje cíle, za jejichž účelem byla založena. Moderní společnosti jsou podle Webera založeny na byrokracii. Nedává jí však žádná negativní hodnocení. Má se jednat o ztělesnění racionalizace. Byrokracie je racionální ve všech pravidlech, ve svém účelu i v prostředcích, které používá.
Weberovy základní charakteristiky ideálního typu byrokracie:
- Organizace se vyznačuje jednoznačnou hierarchií pravomocí. Byrokracie má podobu pyramidy, na jejímž vrcholu stojí nejvyšší orgán. Z vrcholu až k úpatí pyramidy jsou sestupně zadávány příkazy, což umožňuje koordinované rozhodování a zároveň kontrolu nižších úředníků jejich nadřízenými.[8]
- Jednání úředníků na všech úrovních se řídí stanovenými pravidly. Neznamená to však, že by úředníci jednali mechanicky. Čím výš se v pyramidě nacházejí, tím rozmanitější úkoly řeší a o to větší flexibilitu a kreativitu musejí ukázat.[8]
- Úředníci pracují na plný úvazek a pobírají za to plat úměrný jejich postavení. Společnost předpokládá, že úředníci usilují o kariérní postup v rámci organizace, která je zaměstnává. K povýšení dochází na základě schopnosti a odsloužených let anebo kombinací obou těchto kritérií.[8]
- Úkoly, které úředníci vykonávají v rámci svého povolání, jsou odděleny od jejich soukromého života. V soukromí úředníci vykonávají jiné aktivity než na pracovišti.[8]
- Weber uvádí, že příslušníci organizace nejsou majiteli hmotných zdrojů, s nimiž pracují, což odděluje pracovníky od kontroly jejich výrobních prostředků. V tradičních komunitách měli řemeslníci a zemědělci kontrolu nad svými výrobními procesy a také vlastnili nástroje, s nimiž pracovali. V byrokratizované společnosti nejsou úředníci majiteli jim přidělených kanceláří, nepatří jim ani stůl, za nímž sedí, ani používané nástroje.[8]

### Weberova typologie panství a autority
Max Weber rozpracoval také pojem panství, který definoval jako vztah dominantní mocenské autority a ovládaných, přičemž je tento vztah oběma stranami považován za oprávněný. Jde o „předpoklad, že příslušné osoby uposlechnou rozkazu jistého obsahu“. Jedním ze zásadních určujících faktorů panství je podle něj stupeň byrokratizace.
Weber vydělil 3 ideální typy forem panství, a to panství legální, tradiční a charismatické:
- Legální panství – Panovník je volen ustanoveným způsobem v souladu s právními normami, zákony platí stejně pro všechny občany. Jedná se o efektivní, ale chladný a odlidštěný přístup k vládnutí.[9]
- Tradiční panství – Legitimita vládce vychází z jeho osobní autority a z loajality poddaných k vládci. Existují 2 formy tradičního panství podle stupně rozvinutosti státního aparátu:[9]
  - Patriarchalismus – Nemá žádný státní aparát, autorita vůdce vychází z jen tradice mužské nadřazenosti.[9]
  - Patrimonialismus – Jde o státní uspořádání fungující na bázi decentralizovaného systému. Ten sice stále stojí na loajalitě k vládci, ale ne už zcela bezpodmínečně. Panovník částečně rozděluje svou moc a půdu a dává je do správy poddaným. Vládci je prospěšné omezovat vykořisťování poddaných, protože se mu odmění dobrými vztahy a kvalitní správou statků.[9]
- Panství charismatické – Je založené na specifických schopnostech panovníka (válečnický um, čarodějnictví, podvodnictví atd.), přičemž jediným způsobem, jak si udržet legitimitu vlády, je tyto schopnosti neustále dávat na odiv. Weber nicméně varuje, že panovníkova jedinečná charakteristika může s časem pominout a s ní i jeho vliv. Jestliže se tak nestane, význam panovníka pravděpodobně skončí s jeho smrtí. Weber upozorňuje na 2 způsoby, jak může jedinečná schopnost přetrvat a přežít svého nositele:[10]
  - Charisma krve – Jde o víru ve skutečnost, že některé mimořádné kvality lze předávat potomkům.[10]
  - Charisma úřadu – Schopnost přetrvá skrze instituce. Filozofové, právníci, vědci nebo kněží založí školy či církve, které uchovají jejich hodnoty. Absolventi škol a členové církví mohou získat sociální status prostřednictvím působení v těchto institucích.[10]

### Zygmunt Bauman a jeho ideální typy v současné společnosti
Zygmunt Bauman aplikuje Weberovy ideální typy na současnou společnost. Čtyři typy lidí, kteří nezávazně „proplouvají životem“, nazývá Zevloun, Tulák, Turista a Hráč.
- Zevloun – Pozorovatel, kterému dala vzniknout anonymita velkého města. Ve své mysli se stává režisérem. Režíruje příběhy těch, co vidí bez toho, aby jejich osudy měnil. Teleměsto, pak popisuje význam televize pro zevlouna. Právě televizní obrazovka nesmírně rozšířila rozsah jeho toulek. Za zevlouna v tu chvíli ale vymýšlí příběh někdo jiný a on se stává pouze divákem.
- Tulák – Pohyb je pro něj důležitější než cíl. On neví, kam jej neustálé putování dovede, ale toto nevědění ho příliš netrápí. Pro tuláka je svět jako množina šancí, které sbírá. Jeho touha je každou objevit, pro žádnou ale nevynaložit moc velké úsilí.
- Turista – Turista je moderní postavou, která má domov jako referenční bod. Bezpečně chodí světem za účelem nabytí nových zážitků a dojmů. Z nich jako umělec tvoří své dílo. Má svobodnou volbu, je nezávislý, vyžaduje věci a klade podmínky.
- Hráč – Jeho život je hra. Jediným jeho vkladem je vlastní důvtip a ostatními okolnostmi jsou jen štěstí a riziko. Hráč si zvolí cíl a rozehraje hru s vědomím, že se může mýlit. Nebo vyhrát.

### Další ideální typy používané v sociálních vědách
- Homo economicus – Člověk egoisticky maximalizující svůj užitek.[12]
- Homo reciprocans – Člověk spolupracuje s cílem zlepšit společné životní prostředí).[13]
- Homo politicus – Smyslem lidského života je hrát politickou roli (povinnosti, zaměstnání, povolání). Poprvé použil Aristotelés.[14]
- Homo sociologicus – Člověk dělá to, co se od něj očekává (plní normy, dodržuje pravidla). Pojem Ralfa Dahrendorfa.[15]